# Загублені землі
Загублені (втрачені) землі — загальна назва континентів, островів або інших регіонів, які могли існувати у передісторії, але з тих пір зникли в результаті катастрофічних геологічних явищ або повільного підвищення рівня моря з моменту закінчення останнього льодовикового періоду. Втрачені землі, як припускається, занурилися в моря (океани), залишивши після себе лише декілька слідів чи просто легенди і міфи. Цей термін може також поширюватися на міфологічні землі в цілому, на підземні цивілізації або навіть цілі планети.
Класифікація таких втрачених земель як континенти, острови або інші регіони в деяких випадках суб'єктивна. Наприклад, «Атлантида» описується по-різному, або як «Втрачений острів», або як «Загублений континент».
Теоретично втрачені землі можуть залишати сліди в міфології, філософії або в наукових теоріях, таких як теорії катастроф у геології.

## Міфологічні землі
- Авалон
- Шамбала
- Шанґрі-Ла
- Квівайра і Сібола
- Ельдорадо
- Атлантида
- Пацифіда
- Лемурія (континент)
- Му (континент)

## Відомі затоплені землі
Хоча існування втрачених континентів, вказані вище, здебільшого в суспільстві згадуються в міфічному сенсі, є кілька місць на Землі, що колись були сушею, але в 21 столітті є морським дном.
- Зеландія, континент, який в 21 столітті на 93 % занурений під води Тихого океану
- Плато Кергелен, затоплений острів, який в 21 столітті знаходиться на рівні 1-2 км нижче рівня моря
- Доггерленд
- Мауї Нуї, колись був частиною архіпелагу Гаваї
- Штранд, острів біля узбережжя Німеччини
- Джордсанд, колись острів біля данського узбережжя, зруйнований штормовими припливами
- Фердінандея, занурений вулканічний острів, який з'являвся принаймні чотири рази у минулому.
- острова Сара Енн